# Pakruojis
Pakruojis (autrefois: Pockroy) est une ville du nord de la Lituanie. Elle est le chef-lieu de la municipalité du district de Pakruojis et comprenait 5 998 habitants en 2005.

## Histoire
Il existe encore à Pakruojis l'une des plus rares et anciennes synagogues en bois de Lituanie. Aujourd'hui très détériorée car ayant subi des dommages à la suite d'un incendie criminel en mai 2009, elle témoigne de la vie juive de shtetl d'avant la Seconde Guerre mondiale.
En juillet et août 1941, des allemands, aidés par des collaborateurs lituaniens, massacrent 400 juifs de la ville sur un site de la forêt voisine de Morkakalnis.

## Sport
La ville compte un club de football évoluant dans le Championnat de Lituanie de football, le FK Kruoja Pakruojis.

## Personnalités
- Eugen von Keyserling (1833-1889), naturaliste